# Шинель

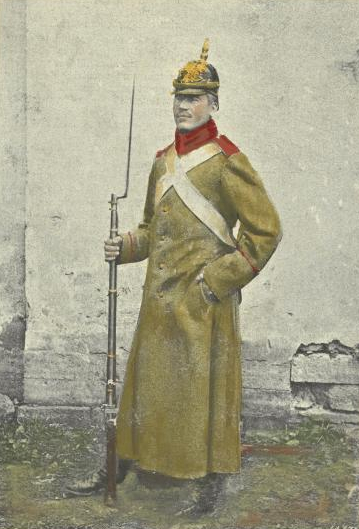
Шинель в Русской армии, приборное сукно — красное. 1862 год

Шинель — верхняя военная и штатская одежда, форменное пальто со складками на спине и удерживающим их сложенными хлястиком.
Слово используется для описания форменной одежды, носимой с конца XVIII века. До этого схожую по покрою одежду называли кафтаном. История применения шинели в России идёт со времён Екатерины II, которая в середине 1760-х годов установила её для обмундирования лёгкой пехоты — егерей. Во всей русской армии шинели введены в период правления императора Павла I в ходе военной реформы, как забота о простом рядовом (солдате, гренадере и так далее). В современных ВС России вместо шинелей используются двубортные пальто серого цвета для сухопутных войск, синего — для ВВС и ПВО, чёрного — для ВМФ, которые носят с эмблемами по роду войск, погонами и нарукавными знаками. Ремень для увязки солдатской шинели — плащеви́к.

## История

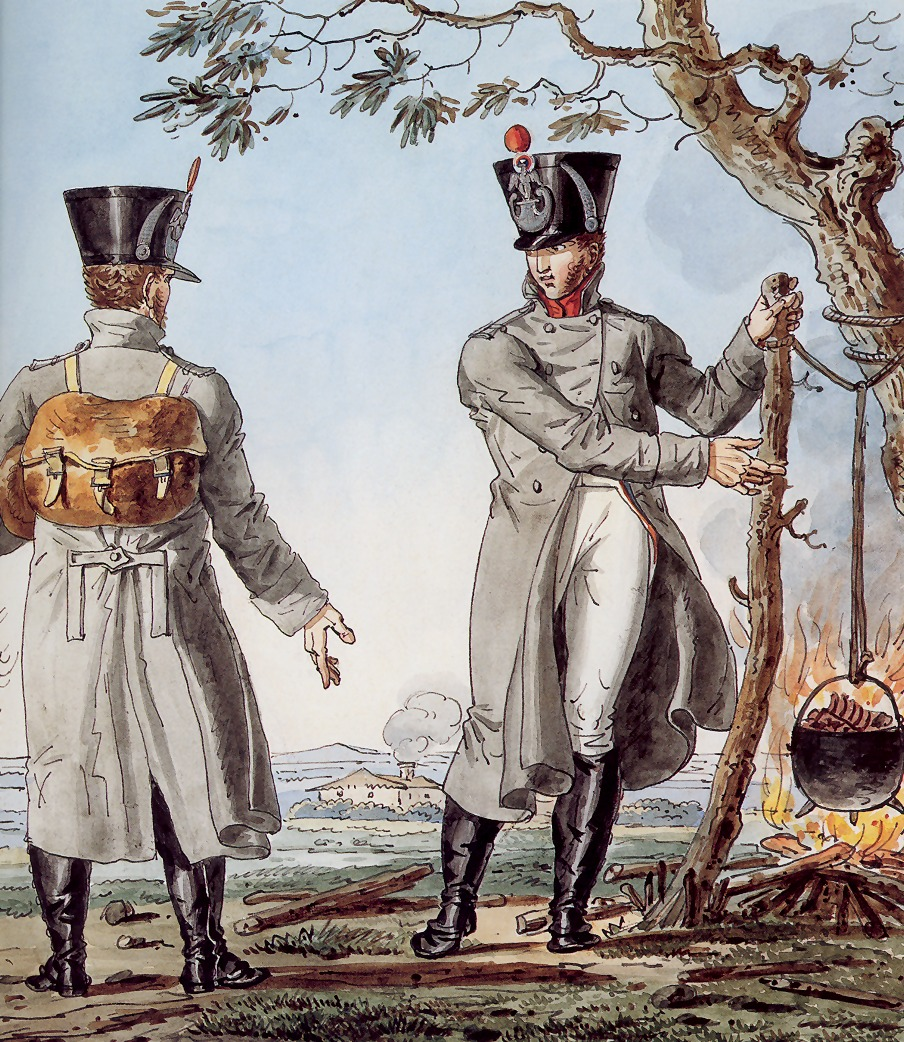
Шинель французской армии. 1812 год.

Слово «шинель» для обозначения форменного пальто прижилось в русском, болгарском, сербском, венгерском и некоторых других европейских языках. Из русского языка слово попало в языки большинства народов бывшей Российской империи. Наиболее вероятная версия происхождения — от фр. chenille (современное прочтение: шёний — цветной шнур, пряжа, бахрома). Шинель (сениль) была непременным атрибутом отделки военной одежды в прошлом, вследствие чего произошел перенос значения слова.
Шинели начали использоваться в армии примерно во второй половине XVIII века и чаще всего использовались при ведении боевых действий зимой (последующий всплеск моды на длинные пальто пришелся на период после Первой мировой войны, популяризовавший так называемый тренч, иначе — тренчкот).
В качестве полевой формы шинели продолжали использоваться в европейских армиях до середины 1950-х годов, после чего были признаны устаревшей и непрактичной одеждой для поля. В то же время, в некоторых государствах с суровым климатом они по-прежнему используются для армейских нужд. Так, в ВС Союза ССР шинель оставалась элементом парадной и повседневной формы одежды до 1991 года. В ВС России — до 1993 года. Отказ от шинелей в некоторых родах войск был связан не столько с их непрактичностью, сколько с господством короткой верхней одежды, которое определилось в моде с середины XX века.

### В Российской империи
В Русской императорской армии шинель была введена в конце 1796 года. Она представляла собой развитие плаща (плаща-накидки, епанчи, охабня), который получил застежку на 6 пуговиц, рукава и отложной воротник. Однако в январе 1798 года эти шинели были отменены. В 1802 году шинели снова появились в вооружённых силах, закрепившись в гардеробе нижних чинов уже навсегда. С этого времени их стали шить из серого сукна и они получили хлястик на спине, стягивавший шинель на талии. Хлястик состоял из двух половинок, соединявшихся пуговицей. У шинели образца 1802 года был высокий стоячий воротник и очень длинные рукава, которые носили отвернутыми. В мороз можно было удлинить рукав и прикрыть кисть руки. Тогда же на шинели появился разрез сзади на подоле, который облегчал движение. Шинель можно было использовать как плащ (при этом хлястик расстегивался, разрез застегивался на особые пуговицы, рукава вворачивались вовнутрь, шинель застегивалась только на верхнюю пуговицу), как ватник и как одеяло (укрывались шинелью поперек, так что один нижний передний угол подола был у плеч, а другой закрывал ступни ног). В теплую погоду шинель полагалось носить плотно свернутой (в скатке) поверх ранца.
Лишь в 1809 году была введена скатка, носимая через плечо. Чтобы свернуть шинель, как полагалось, якобы требовались усилия трех солдат, так как требовалось свернуть её в очень плотную трубку круглого сечения. В 1826 году ношение скатки через плечо отменили, и шинель стали укладывать в специальный цилиндрический чехол, прикреплявшийся к ранцу сверху. Лишь в 1855 году шинель снова стали носить в скатке через плечо. В 1858 году была введена шинель, по покрою близкая к современной, с отложным воротником и хлястиком на двух пуговицах. Шили шинели из толстого сукна, которое позже так и стали называть — шинельное сукно.

### Советский период
В РККА были приняты пехотная (32 сантиметра от пола) и кавалерийская (длиной до пола) шинели. Шились они из грубого серо-коричневого сукна. Для офицеров и высшего командного состава шили шинели из сукна высшего качества. Генеральские шинели имели отвороты, подбитые красным материалом и красные канты в швах. Для генералов авиации такие канты и отвороты были голубыми.

 Приказ Народного Комиссара Обороны СССР с объявлением постановления ГКО «О порядке прекращения с 1 апреля 1942 года выдачи шинелей рядовому и младшему начсоставу тыловых частей и учреждений и отдельным категориям военнослужащих и переводе их на снабжение ватными куртками» № 0241 4 апреля 1942 г.

Объявляю для точного и неуклонного исполнения постановление Государственного Комитета Обороны № ГОКО-1490с от 25 марта 1942 года «О прекращении с 1 апреля 1942 года выдачи шинелей рядовому и младшему начсоставу тыловых частей, учреждений и отдельным категориям военнослужащих и переводе их на снабжение ватными куртками» (в приложении1).

Приказываю:

1. Военным советам округов, фронтов и армий:

а) ознакомить с постановлением ГОКО все войсковые части, соединения, учреждения и заведения, входящие в состав округов, фронтов и армий;

б) установить контроль за тем, чтобы с 1 апреля 1942 года войсковые части и соединения строго придерживались перечня (в приложении) тыловых частей и учреждений, рядовой и младший начсостав которых должен получать куртки ватные, двухбортные вместо шинелей.

За нарушение этого требования виновных лиц привлекать к строгой ответственности по закону «Об охране военного имущества Красной Армии в военное время» (приказ НКО № 0169 1942 гг.).

2. Главному интенданту Красной Армии в 10-дневный срок внести изменения и переиздать действующие нормы вещевого снабжения в военное время (циркуляр Главного интенданта Красной Армии № 13 1941 года).

3. Приказ ввести в действие по телеграфу.2

Заместитель Народного комиссара обороны генерал-лейтенант интендантской службы Хрулёв

1 Приложение не публикуется.

2 К подлиннику приказа прилагаются постановление ГКО «О прекращении с 1 апреля 1942 г. выдачи шинелей рядовому и младшему начсоставу тыловых частей, учреждений…» № ГОКО-1490с и перечень тыловых частей, которым шинели не полагались (л. 2-3). Не публикуются.— РГВА, ф. 4, оп. 11, д. 70, л. 1. Подлинник. Русский архив: Великая Отечественная: Приказы Народного Комиссара Обороны СССР. Т. 13 (2-2).

Шинели в скатке, стрелковое подразделение РККА на марше, 1920 год.

Парадная офицерская шинель ВС СССР шилась из сукна стального цвета. На флоте шинель шили из сукна чёрного цвета. Общим являлось то, что офицерские шинели были двубортными с двумя рядами из 6 пуговиц впереди, солдатские однобортными с 5 пуговицами впереди. На задней шлице всех шинелей ВМФ и солдатских шинелей имелось 3 малых пуговицы, на офицерских — 4 пуговицы. Хлястик в форме сильно вытянутой восьмёрки крепился на две большие пуговицы. При этом на солдатской шинели пуговицы несли исключительно декоративную функцию — так как шинель застёгивалась на крючки.
В 1921 году было утверждено военное обмундирование военных моряков: для командного состава фуражка и зимняя шапка, пальто (с 1925 шинель) цвета маренго.
Шинели носились под снаряжением (поясным ремнём), с погонами и петлицами, нарукавными знаками (нашивками) (у солдат и сержантов). Шинели курсантов, повторяя покрой солдатской шинели, шили из более гладкого (офицерского) сукна.
На солдатских шинелях и на повседневных офицерских шинелях на краю нижних пол с внутренней стороны имелись стальные крючки. При беге, переползании и на полевых занятиях полы шинелей можно было отогнуть вверх и зацепить крючками за поясной ремень.
Офицерам и прапорщикам предписывалось ношение повседневной шинели с кашне серого цвета, парадной шинели — с кашне белого цвета.
Для шинелей имеется ГОСТ № 9208-85, введённый постановлением государственного комитета СССР по стандартам, от 22 марта 1985 года, № постановления — 693. Шинели изготовляли пяти типов: А) для солдат Советской армии и МВД; А1) для офицеров Советской армии и МВД; Б) для матросов ВМФ; В) для курсантов военных училищ Советской армии и МВД; Г) для курсантов военных училищ ВМФ. Все шинели были однобортные, застёгивались на стальные крючки и петли. Шинели типов А, А1 и В были схожи по конструкции, шинели Б и Г также были схожи но незначительно отличались от А, А1 и В.
Размерная сетка шинелей имела 6 ростов:
- 1-й — 155—161 см;
- 2-й — 161—167 см;
- 3-й — 167—173 см;
- 4-й — 173—179 см;
- 5-й — 179—185 см;
- 6-й — 185—191 см, соответственно рост типовых фигур был 158, 164, 170, 176, 182 и 188 см.

Было 11 размеров, начиная с 44 и заканчивая 64. Соответственно, 44 размеру соответствовал обхват груди 88 см, а у 64 размера обхват груди был 128 см. Допуск по обхвату в рамках каждого размера был 4 см, то есть шинель 50 размера шилась на обхват груди 100 см и при допуске 4 см объём груди был в диапазоне от 98 до 102 см. Все шинели имели водоотталкивающую пропитку верхней ткани-сукна.
На постсоветском пространстве шинель в армии, авиации, на флоте и в милиции использовали до конца 1990-х годов.